# 江上照彦
江上 照彦（えがみ てるひこ、1910年4月25日 - 1990年9月4日）は、日本の翻訳家。テレビ・歴史等の評論家、エッセイスト。

## 略歴
福岡県大牟田市生まれ。東京帝国大学経済学部で河合栄治郎に学び1934年に卒業。
その後渡満し、満洲電業勤務を経て復員後に会社役員を務める傍ら、河合門下生らで結成した社会思想研究会やそれを母体とした出版部門として発足した社会思想社で役員となる。
テレビ放送初期の頃に海外テレビ番組の翻訳や翻案を手掛け、テレビ論や歴史などの執筆活動を行いながら1956年から相模女子大学へ講師として出講、1964年には同大教授となり明治大学や上智大学でも英米演劇を講じた。
また社会思想研究会とのつながりから、民社党系のブレーン的存在となり同党の機関紙や機関誌にエッセーを連載している。
1988年勲四等瑞宝章受章。

## 著書
- 『会議は踊る - ナポレオンをめぐる群像』（南窓社、現代教養文庫） 1967
- 『テレビと文芸』（南窓社） 1968
- 『悪名の論理 田沼意次の生涯』（中公新書） 1969.4
- 『河合栄治郎伝』（社会思想社、河合栄治郎全集別巻） 1970、のち改題『河合栄治郎教授』（講談社学術文庫）
- 『ある革命家の華麗な生涯』（フェルディナント・ラッサール、社会思想社） 1972
- 『明治の反逆者たち』（中公新書） 1973
- 『文化終末論』（南窓社） 1975
- 『社会主義者の詩・七編』（富士社会教育センター） 1975
- 『風見鶏の歌』（住宅新報社） 1977.8
- 『風見鶏東南西北』（南窓社） 1979.11
- 『満鉄王国 興亡の四十年』（サンケイ出版） 1980.11
- 『獅子たちの瞬間 歴史にみる人間の真実』（山手書房） 1981.11
- 『悲劇の宰相 田沼意次』（教育社） 1982.4
- 『西尾末広伝』（「西尾末広伝記」刊行委員会） 1984.9
- 『川路聖謨』（教育社） 1987.4
- 『テレビドラマ事始め』（教育社） 1989.5

## 翻訳
- 『権威と個人』（バートランド・ラッセル、社会思想研究会出版部） 1951
- 『満ち足りた結婚』（L・ティザード、中央公論社） 1952
- 『更年期 心理・生理・家庭・美容・長生』（M・グレイ、クラウン社） 1953
- 『黒人大隊』（W・G・スミス、和光社） 1954
- 『罪と社会』（ダイソン・カーター、新山健共訳、蒼樹社） 1954
- 『愛と怖れ』（エリザベート・カミユ、中央公論社） 1955
- 『結婚と道徳』（バートランド・ラッセル、社会思想研究会出版部、現代教養文庫） 1955
- 『でも私は生きている ある貧しき母親の手記』（J・ウオルシュ、蒼樹社） 1955
- 『幸福の分析』（M・ガムパート、中央公論社） 1956
- 『どん底の母』（J・ウオルシュ、蒼樹社） 1956
- 『独身送別会 テレビ・ドラマ - 作品と作法』（チャエフスキー、社会思想研究会出版部） 1957
- 『ソビエト共産主義 ボルシェビズムの実践と理論』（B・ラッセル、社会思想研究会出版部、現代教養文庫） 1959
- 『園遊会 他十四篇』（キャサリン・マンスフィールド、角川文庫） 1955
- 『ガリバー旅行記』（スウィフト訳編、社会思想社、現代教養文庫） 1970
- 『チャエフスキー劇作集』（いずみ書房） 1978.11

## 参考
- 「悪名の論理」著者紹介

## 関連テキスト
- 江上照彦「ラッセル協会のことなど」 :『回想・笠信太郎』(笠信太郎追悼集刊行会、1968年11月刊、非売品)、pp.271-272．
- 江上照彦「茫々バートランド・ラッセル」『改革者』(民主社会主義研究会議)1986年6月号巻頭言